# (30585) Firenze
(30585) Firenze ist ein Asteroid, der sich im mittleren Hauptgürtel befindet. Der Himmelskörper wurde am 14. August 2001 von den italienischen Astronomen Andrea Boattini und Maura Tombelli am Osservatorio Astronomico della Montagna Pistoiese (IAU-Code 104) entdeckt. Die Sternwarte befindet sich auf der Hochebene Pian dei Termini nordöstlich von San Marcello Pistoiese in der italienischen Region Toskana. Sichtungen des Asteroiden hatte es vorher schon gegeben: Am 30. September und 1. Oktober 1989 am La-Silla-Observatorium der Europäischen Südsternwarte in Chile (IAU-Code 809) unter der vorläufigen Bezeichnung 1989 SK11 sowie am 23. Juni 2001 im Rahmen des Projekts Near Earth Asteroid Tracking (NEAT) am kalifornischen Palomar-Observatorium (IAU-Code 644) unter der Bezeichnung 2001 MJ13.
Die Sonnenumlaufbahn von (30585) Firenze ist mit einer Exzentrizität von 0,2225 stark elliptisch. Die Rotationsperiode des Asteroiden wurde 2016 von Chan-Kao Chang, Hsing-Wen Lin, Wing-Huen Ip und Thomas Prince untersucht. Die Lichtkurven, welche auf eine Rotationsperiode von vier Stunden hinwiesen, reichten jedoch nicht zu einer Bestimmung aus.
Nach der SMASS-Klassifikation (Small Main-Belt Asteroid Spectroscopic Survey) wurde bei einer spektroskopischen Untersuchung von Gianluca Masi, Sergio Foglia und Richard P. Binzel bei einer Unterteilung aller untersuchten Asteroiden in C-, S- und V-Typen (30585) Firenze den S-Asteroiden zugeordnet.
(30585) Firenze wurde am 23. Mai 2022 nach Florenz benannt, der Hauptstadt der Region Toskana. Firenze ist der italienische Name der Stadt. Der Asteroid (321) Florentina hingegen war nach einer Tochter von Johann Palisa benannt worden und der Asteroid (3122) Florence 1993 nach Florence Nightingale.